# Organisatie voor Economische Samenwerking in het Zwarte Zeegebied
Op 25 juni 1992 hebben de staatshoofden en regeringsleiders van elf landen in Istanboel de Topconferentieverklaring ondertekend en daarmee de Organisatie voor Economische Samenwerking in het Zwarte Zeegebied (officieel: Black Sea Economic Cooperation of BSEC) opgericht. Het ontstond als een model voor multilateraal politiek en economisch initiatief gericht op het bevorderen van interactie en harmonie tussen de lidstaten, alsmede het waarborgen van vrede, stabiliteit en welvaart aan te moedigen voor een vriendelijke en goede nabuurschap in de regio rond de Zwarte Zee.
Het hoofdkwartier van de BSEC, het Permanent International Secretariat of the Organization of the Black Sea Economic Cooperation (BSEC PERMIS), werd opgericht in maart 1994 in Istanboel.
Met de inwerkingtreding van het Handvest op 1 mei 1999 verwierf BSEC internationale juridische identiteit en werd omgevormd tot een volwaardige regionale en economische organisatie. Met de toetreding van Servië (toen nog Servië en Montenegro) in april 2004 heeft de organisatie nu twaalf lidstaten.
Hoewel de naam zou vermoeden, is het lidmaatschap niet beperkt tot landen die toegang hebben tot de Zwarte Zee. Zes lidstaten hebben geen kustlijn aan de Zwarte Zee.

## Leden
| - Albanië - Armenië - Azerbeidzjan - Bulgarije - Georgië - Griekenland - Moldavië - Oekraïne - Roemenië - Rusland - Servië - Turkije | - Duitsland - Egypte - Frankrijk - Israël - Italië - Kroatië - Oostenrijk - Polen - Slowakije - Tsjechië - Tunesië - Verenigde Staten - Wit-Rusland |